# Chiesa di Maria Santissima del Monte
La Chiesa di Maria Santissima del Monte, conosciuta anche come Chiesa di Santa Maria del Monte oppure la Matrice (in siciliano a Matrìci), è un edificio religioso sito nella città di Caltagirone, basilica minore della diocesi di Caltagirone.
È sita in piazza della Matrice, sopra la scalinata di Santa Maria del Monte, ed è una delle chiese più antiche della città, nonché una delle più elevate a livello di altitudine, trovandosi a circa 700 metri sul livello del mare, in quanto la casa municipale si trova a 608 metri s.l.m.

## Storia
La chiesa di Maria Santissima del Monte sorge nella parte più antica dell'abitato caltagironese, costeggiante l'odierna via Ex Matrice: un tempo era dedicata a Maria Santissima del Monte o Assunta e, come già scritto, era la chiesa madre della città, prima che venisse eretta l'attuale cattedrale di San Giuliano.

La chiesa, nel corso della sua storia, è stata più volte danneggiata e riedificata: un tempo era la chiesa madre della città, prima che la chiesa di San Giuliano, oggi cattedrale vescovile, fosse eretta nel XIII secolo.

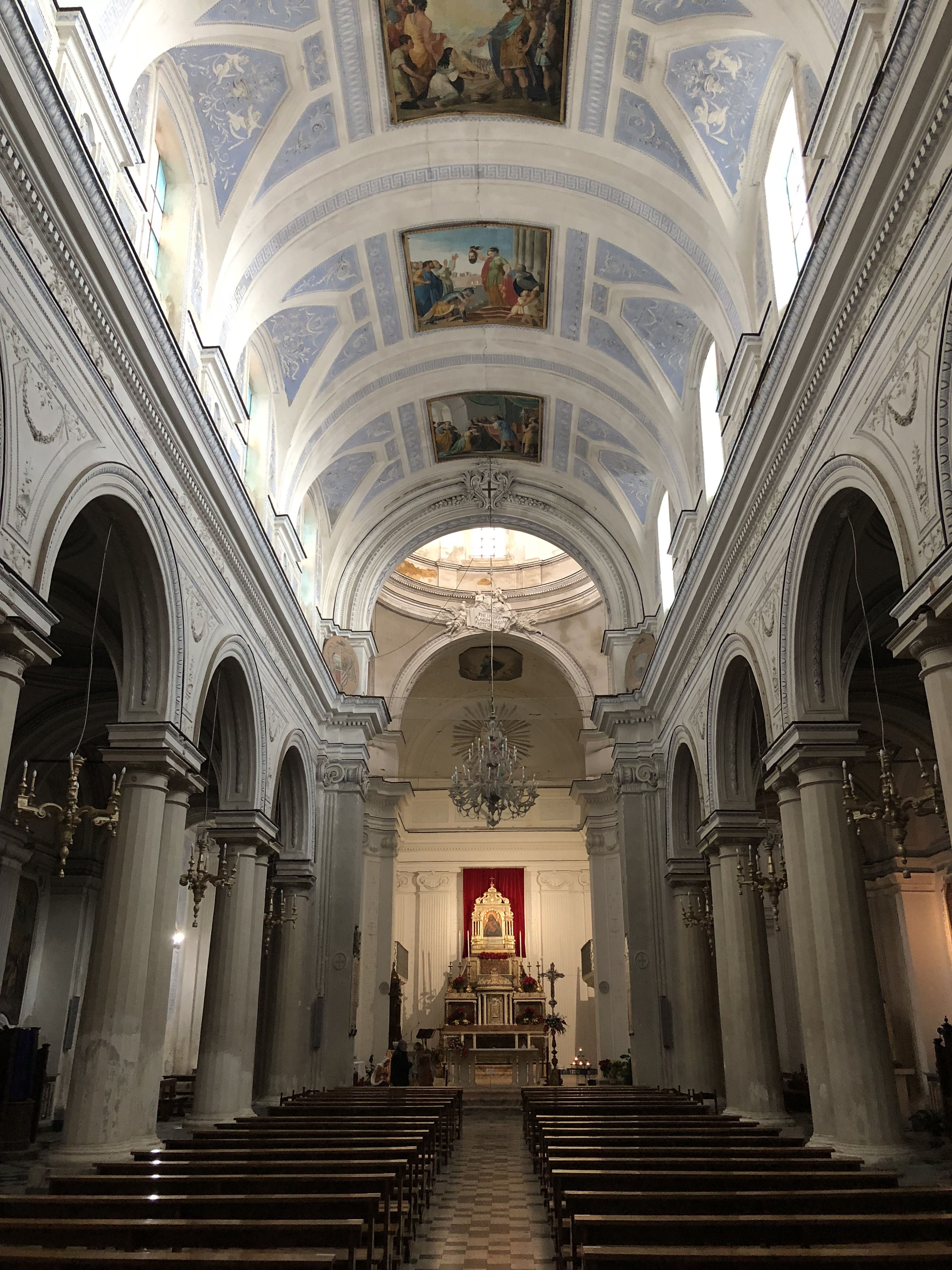
Interno della basilica

La chiesa, nel corso del tempo, fu oggetto di restaurazioni e di abbellimenti che rifletterono i vari stili che hanno caratterizzato nei secoli l'arte della Ceramica di Caltagirone: si noti il prospetto della chiesa, di stile tardo-barocco in pietra intagliata, che fuprogettata e costruita a seguito del terremoto che ha colpito il Val di Noto nel 1693, più precisamente nel XVIII secolo.
La ricostruzione tardo-barocca della chiesa era già da definirsi completata nel 1739, ma un crollo del campanile ne distrusse parte della costruzione, e perciò venne riprogettata dall'architetto Francesco Battaglia, di Catania.
La chiesa è particolarmente cara ai cittadini di Caltagirone poiché in essa è custodita la sacra immagine della Madonna di Conadomini, la cui devozione si esprime soprattutto durante il mese di Maggio, storicamente dedicato per intero al Culto di Maria.

## Descrizione

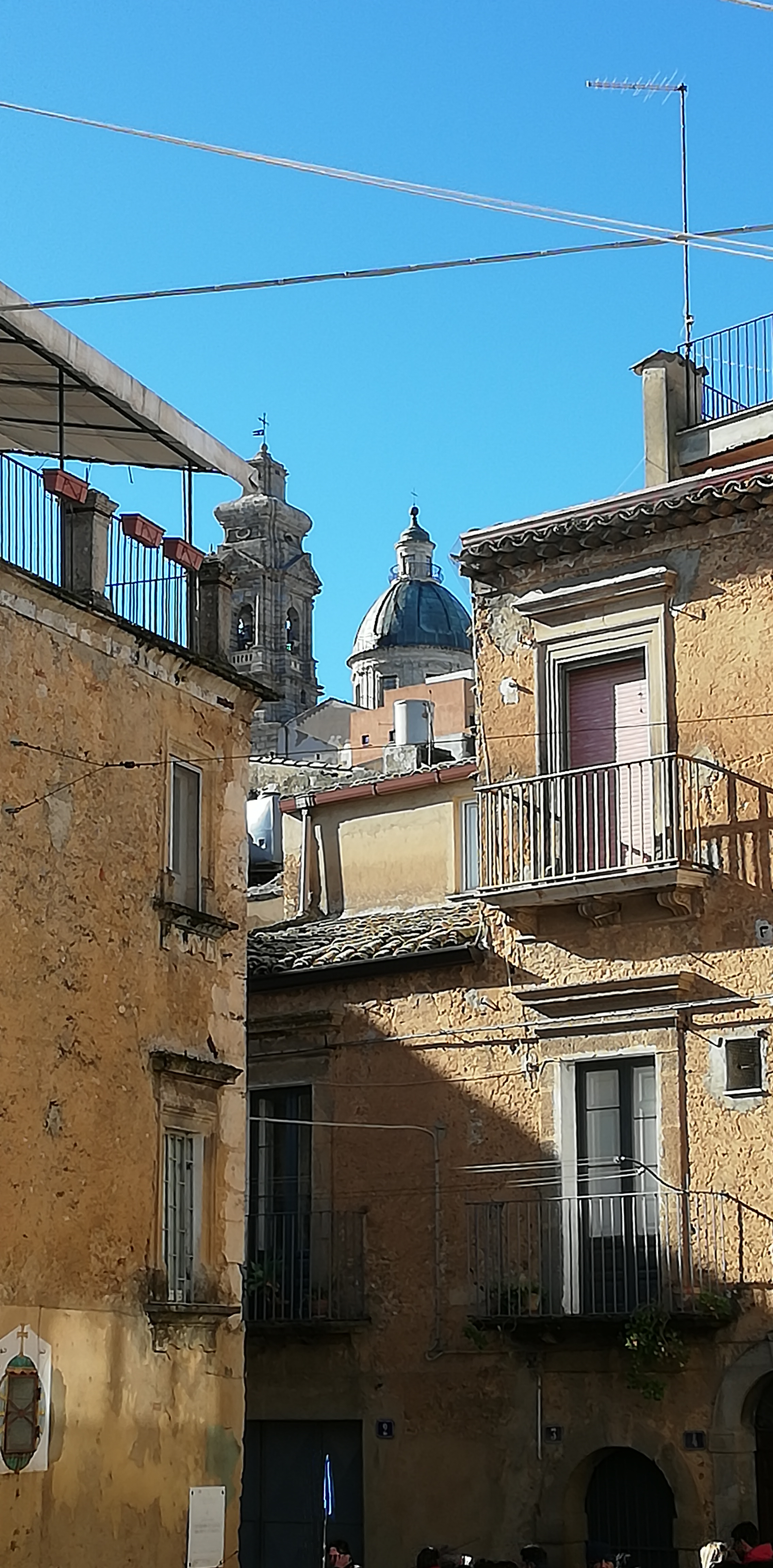
Campanile e cupola in una veduta panoramica

La chiesa è caratterizzata da una pianta a croce latina a tre navate: è divisa in cinque sezioni, che in esse incapsulano dei piccoli altari, questi con copertura a calotta ellittica con pennacchi. La navata centrale è sorretta da colonne binate, che reggono una volta a botte.
La volta a botte della navata centrale è decorata con affreschi raffiguranti le eroine bibliche, nelle quali la tradizioni della Chiesa ha visto delle prefigurazioni di Maria, la cui immagine è dipinta nella volta del Presbiterio, e realizzati nella prima metà del XIX secolo dai fratelli Vaccaro, famiglia di artisti della stessa Caltagirone.
Sono da segnalare degli altari laterali nel transetto, tra cui quello dedicato alla Madonna del Salterio, statua marmorea il cui lavoro è attribuito a Domenico Gagini, e datato 1492, l'altare della presentazione di Maria al Tempio con lo stemma gentilizio della famiglia Boscarelli-Sturzo, e l'altare del Cristo alla Colonna, con la statua lignea realizzata nel 1592 dall'artista Paolo Nigro.

## La Madonna di Conadomini
La Basilica di Santa Maria del Monte è particolarmente cara ai cittadini di Caltagirone poiché in essa è custodita la sacra immagine della Madonna di Conadomini, la cui devozione si esprime soprattutto nel mese di maggio interamente dedicato al culto di Maria.
Si tratta di una tavola giunta a Caltagirone nella prima metà del 1200, dipinta da ambedue i lati: durante la novena e in occasioni particolari viene esposta l'immagine bizantina di Maria Santissima con in braccio il Bambino Gesù; sul retro è invece raffigurato il Cristo Morto che si erge dal Sepolcro, con alle spalle il legno della Croce.
Il titolo Conadomini nella predicazione viene spesso interpretato come corruzione di Icona Domini, ossia Maria Immagine del Signore; in realtà deriva dal fatto che l'immagine era un tempo esposta all'interno di una cona che normalmente ospitava l'Immagine del Signore (Domini).
Durante tutto il mese di maggio la basilica si riempie di fedeli che rendono culto a colei che dal 1644 è invocata come patrona della città assieme a San Giacomo.